# صديق المحكمة

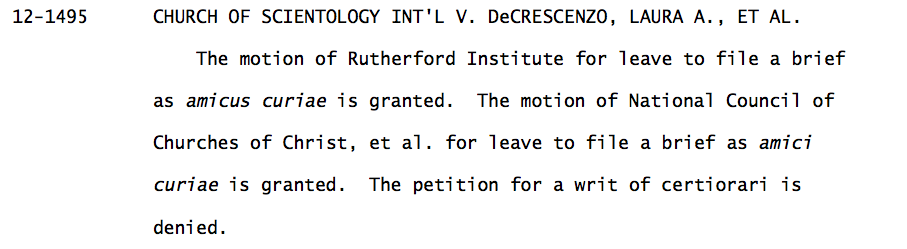
رفض طلب محكمة الولايات المتحدة العليا في قضية كنيسة السيانتولوجيا الدولية ضد ديكريسينزو بعد تدخل صديق المحكمة

صديق المحكمة ((باللاتينية: amicus curiae)؛ الجمع: amici curiae) هو الشخص الذي ليس طرفًا في قضية ولكنه يساعد المحكمة من خلال تقديم معلومات أو خبرة أو استشارات لها تأثير على القضايا المطروحة أمام المحكمة. القرار بشأن ما إذا كان سيتم الاستعانة بصديق المحكمة يقع ضمن تقدير المحكمة. عبارة (أميكوس كوريا amicus curiae) هي عبارة قانونية مأخودة من اللغة اللاتينية.
في قانون الولايات المتحدة، يشير مصطلح صديق المحكمة عادةً إلى ما يُعرف في النصوص القضائية باسم المتدخل (بالإنجليزية: intervenor)‏: وهو شخص أو منظمة تطلب لتقديم مرافعات قانونية بمعنى تقديم منظور إضافي أو بديل ذي سند على صلة بالمسائل المتنازع عليها. في نصوص قضائية أخرى، مثل تلك التي في كندا، صديق المحكمة هو محامٍ تطلبه المحكمة من أجل تقديم مرافعات قانونية فيما يتعلق بالمسائل التي لن يتم بثها بشكل صحيح، غالبًا بسبب عدم تمثيل أحد الطرفين أو كليهما من قبل محام.